# 小行星21485
小行星21485（21485 Ash）是一颗绕太阳运转的小行星，为主小行星带小行星。该小行星于1998年4月20日发现。

## 轨道参数
小行星21485的轨道半长轴为2.3516147 UA，离心率为0.125。